# Mostra internazionale dell'artigianato
La Mostra internazionale dell'artigianato è una fiera che si svolge annualmente a Firenze, nella sede della Fortezza da Basso.

## Storia
Nata nel 1931 per un lungo periodo si è tenuta al Parterre, in piazza della Libertà in un edificio denominato "Palazzo delle Esposizioni" realizzato nel 1939 ed ancora esistente seppure modificato, per poi essere spostata nel grande complesso espositivo della Fortezza da Basso nell'ambito di Firenze Fiera.
La mostra, che nel 2009 è giunta alla sua 73ª edizione, si pone come una vetrina d'eccellenza dell'artigianato artistico di qualità, essendo un punto di incontro fra produttori e consumatori: artigiani, piccole e medie aziende, arredatori, architetti, interior designer, titolari di negozi e gallerie specializzate, di tutto il mondo.

Nel 2019 , l’83ª Mostra Internazionale dell’Artigianato di Firenze, denominata con l'acronimo MIDA è stata un tentativo di rilancio in un momento in cui il settore dell'artigianato artistico stava vivendo un momento di forte interesse mediatico.
Sono state realizzate due mostre tematiche sulle eccellenze dell’artigianato ed un focus sulle produzioni fiorentine e toscane.
"Firenze su misura" è la mostra promossa da Fondazione Cassa di Risparmio di Firenze e curata da OMA – Osservatorio Mestieri d’Arte e Gruppo Editoriale. Ispirandosi ai solidi platonici di Leonardo Da Vinci, sono state realizzate sei stanze delle meraviglie per raccogliere opere iconiche di maestri fiorentini
"Del mestiere di Leonardo: immaginare, progettare e realizzare il futuro" è stata la proposta di Fondazione Architetti Firenze e Fondazione Giovanni Michelucci una serie di incontri tematici con la partecipazione di Perla Gianni, presidente di ADI Toscana ed il gallerista e curatore di progetti d’arte Jean Blanchaert. 
È stata inaugurata anche una sezione riservata ai maker e all’Artigianato Digitale con attività aperte a tutti per conoscere da vicino l’artigianato di ultima generazione e le sue relazioni con le nuove tecnologie.
Queste novità hanno fatto tornare alla partecipazione anche alcuni grandi nomi dell'Artigianato Artistico come Savio Firmino, una delle principali aziende italiane nel settore dell’arredamento, nata nel 1941 come bottega artigiana nel quartiere di Santo Spirito e cresciuta grazie alla creatività del designer italiano, scultore, intagliatore e produttore di arredi Guido Savio.
Con l'arrivo della Pandemia COVID-19 le edizioni in presenza del 2020 e del 2021 sono state cancellate.
L'85ª edizione del 2021 è stata organizzata in versione digitale dal 24 aprile al 2 maggio, visibile sulla piattaforma Emporio Mida, la vetrina online lanciata da Firenze Fiera nel giugno 2020 con l'obiettivo di sostenere le eccellenze dell'artigianato italiano.
L’edizione include l'omaggio a due artigiani fiorentini e storici espositori della mostra: Felice Botta e Andrea Fedeli, terza generazione di una famiglia di restauratori, conosciuto in tutto il mondo per le sue importanti opere di restauro, tutela e valorizzazione di beni storico-artistici.
Curata da Jean Blancheart l'iniziativa dedicata a Philippe Daverio da sempre sostenitore dell’importanza e dell’unicità dell’artigianato artistico italiano.